# Бубакар, Сайед Мухаммед ульд
Сайед Мухаммед ульд Бубакар (араб. سيدي محمد ولد بوبكر‎; род. 31 мая 1957, Атар, Французская Западная Африка) — мавританский политический и государственный деятель, дважды занимавший пост премьер-министра Мавритании (1992—1996 и 2005—2007), финансист, банкир
, дипломат.

## Биография
Родился 31 мая 1957 года в Атаре. Образование получил в Университете Орлеана.
С апреля 1983 года работал региональным казначеем в Нуадибу, в ноябре 1983 года стал техническим советником министра финансов и торговли Мавритании. В марте 1984 года назначен генеральным казначеем Мавритании.
Впоследствии, во время правления Маауя ульд Сид Ахмеда Тайя в 1985 году работал директором по надзору за государственными учреждениями, директором по бюджету (1986) и генеральным контролёром финансов (1987). В декабре 1987 года — директор казначейства, в апреле 1988 года управляющий государственных счетов.
В октябре 1990 года стал министром финансов Мавритании.
С 18 апреля 1992 по 2 января 1996 года занимал пост премьер-министра Мавритании.
В января 1996 года был избран генеральным секретарём Республиканской партии за демократию и обновление (тогда носившей название Социальной и демократической республиканской партии). Назначен руководителем кабинета президента в 2001 году и послом Мавритании во Франции в 2004 году. После военного переворота против Маауя ульд Сид Ахмеда Тайя 3 августа 2005 года вернулся в страну из Франции.
С 7 августа 2005 по 20 апреля 2007 года вновь занимал пост премьер-министра Мавритании.
В июне 2019 года участвовал в президентских выборах и набрал 17,87 % избирательных голосов, уступив Мухаммеду ульд Газуани (52,01%) и Бираму Дах Абейду (18,58). Также работал послом Мавритании в Мадриде, затем в Египте и в Организации Объединённых Наций.